# Никола Статков
Никола Димитров Статков е български писател, поет и сценарист.

## Биография
Роден е в село Долна Бела речка на 1 юни 1932 г. Завършва право в Софийския държавен университет през 1955 г.
Работи за кратко като съдия в София, четири години във вестник „Вечерни новини“ и повече от трийсет години в Българската национална телевизия, продължително време като главен редактор на редакция „Кино“.
Член e на Съюза на българските писатели.
Никола Статков е първият почетен гражданин на град Вършец.

### Разкази
- „Лъжата, че си живял“
- „От Бога до дявола“
- „Соленият вкус на кръвта“
- „Всеки ден не e петък“
- „Любовни разкази“
- „Горчиви разкази“

### Романи
- „Ден като нощ“
- „Белег без рана“
- „Отмъщението“
- „Стоте ключа“

### Стихотворения
- „Тъга за България“
- „Не ви прощавам“

## Филмография
- Вуйчото (1996)
- Господин за един ден (1983)
- Неочаквана ваканция (1981)
- Юмруци в пръстта (1980)
- Темната кория (1977)
- Момичето с хармониката (1976)
- Алергия (1974)
- Двамата (1974)
- Завещанието (1974)